# Ґлухово (Косцянський повіт)
Ґлухово (пол. Głuchowo, нім. Gutenau) — село в Польщі, у гміні Чемпінь Косцянського повіту Великопольського воєводства.
Населення — 815 осіб (2011).
У 1975-1998 роках село належало до Познанського воєводства.

## Демографія
Демографічна структура станом на 31 березня 2011 року:
|          | Загалом | Допрацездатний вік | Працездатний вік | Постпрацездатний вік |
| -------- | ------- | ------------------ | ---------------- | -------------------- |
| Чоловіки | 393     | 78                 | 275              | 40                   |
| Жінки    | 422     | 75                 | 238              | 109                  |
| Разом    | 815     | 153                | 513              | 149                  |